# Список наград и номинаций фильма «Стражи Галактики»
«Стра́жи Гала́ктики» (англ. Guardians of the Galaxy) — американский супергеройский фильм 2014 года, основанный на одноименной команде супергероев издания Marvel Comics. Фильм был снят компанией Marvel Studios, распространяется компанией Walt Disney Studios Motion Pictures и является десятым фильмом медиафраншизы «Кинематографическая вселенная Marvel» (КВМ). Фильм снят режиссёром Джеймсом Ганном, также написавшим сценарий совместно с Николь Перлман. В фильме задействованы американские актёры Крис Прэтт, Зои Салдана, Дэйв Батиста, Вин Дизель и Брэдли Купер в роли главных героев фильма — Стражей Галактики, а также Ли Пейс, Майкл Рукер, Карен Гиллан, Джимон Хонсу, Джон Кристофер Райли, Гленн Клоуз и Бенисио дель Торо. По сюжету фильма Питер Квилл / Звёздный лорд и группа внеземных преступников пускаются в бега после похищения Камня Бесконечности.
Премьера фильма «Стражи Галактики» состоялась 21 июля 2014 года в Голливуде (Лос-Анджелес), а 1 августа 2014 года он вышел в прокат в США, став частью Второй фазы КВМ. Бюджет фильма составил 232,3 млн долларов США, при этом фильм собрал 773,3 млн долларов по всему миру, заняв 3-е место среди самых кассовых фильмов 2014 года. На сайте-агрегаторе рецензий Rotten Tomatoes фильм имеет рейтинг одобрения 92 % на основе 339 отзывов со средней оценкой 7,8/10.
Фильм был удостоен множества наград и номинаций в различных категориях. Особое признание получили актёрская игра (в основном Криса Прэтта), грим и визуальные эффекты. Фильм получил две номинации на 87-й церемонии вручения премии «Оскар», в том числе в категории «Лучшие визуальные эффекты». На 42-й церемонии вручения премии «Энни» фильм получил номинацию в категории «Выдающиеся достижения в области анимации персонажей в живом действии». На 68-й церемонии вручения премии Британской Академии киноискусства фильм были номинирован в категориях «Лучший грим и прически» и «Лучшие визуальные эффекты». На 20-й церемонии вручения премии «Выбор критиков» фильм получил пять номинаций и завоевал две награды. На 41-й церемонии вручения премии «Сатурн» фильм получил четыре из девяти номинаций.

## Награды и номинации
| Награда                                      | Дата церемонии  | Категория                                                                                               | Получатель(-и) | Результат | Прим.         |
| -------------------------------------------- | --------------- | --- | --- | --------- | ------------- |
| Премии в области 3D-творчества               | 28 января 2015  | «Лучший игровой фильм — живая игра»                                                                     | «Стражи Галактики» | Победа    | [ 11 ]        |
| Премии в области 3D-творчества               | 28 января 2015  | «Лучший стереоскопический игровой фильм — живая игра»                                                   | «Стражи Галактики» | Номинация | [ 12 ]        |
| «Оскар»                                      | 22 февраля 2015 | «Лучший грим и причёски»                                                                                | Элизабет Янни-Георгиу и Дэвид Уайт | Номинация | [ 13 ]        |
| «Оскар»                                      | 22 февраля 2015 | «Лучшие визуальные эффекты»                                                                             | Стефан Церетти, Николя Айтади, Джонатан Фоукнер и Пол Корбулд                                                                           | Номинация | [ 13 ]        |
| «Эдди»                                       | 30 января 2015  | «Лучший монтажный игровой фильм — комедия или мюзикл»                                                   | Фред Раскин, Хьюз Уинборн и Крейг Вуд                                                                                                   | Номинация | [ 14 ] [ 15 ] |
| American Music Awards                        | 23 ноября 2014  | «Лучший саундтрек»                                                                                      | «Стражи Галактики» | Номинация | [ 16 ]        |
| «Энни»                                       | 31 января 2015  | «Выдающиеся достижения в области анимации персонажей в живом исполнении»                                | Кевин Спрус, Дейл Ньютон, Сидни Комбо, Крис Маллинз и Брэд Силби                                                                        | Номинация | [ 17 ]        |
| Премия Гильдии художников-постановщиков США  | 31 января 2015  | «Лучшая работа художника-постановщика в фэнтези-фильме»                                                 | Чарльз Вуд | Победа    | [ 18 ]        |
| Artios Awards                                | 22 января 2015  | «Выдающиеся достижения в области подбора актеров крупнобюджетного фильма (комедии)»                     | Сара Финн, Рег Поерскаут-Эджертон и Тамара Хантер                                                                                       | Номинация | [ 19 ] [ 20 ] |
| Billboard Music Awards                       | 17 мая 2015     | «Лучший саундтрек»                                                                                      | Стражи Галактики: Улётный микс, часть 1                                                                                                 | Номинация | [ 21 ]        |
| Billboard Music Awards                       | 22 мая 2016     | «Лучший саундтрек»                                                                                      | Стражи Галактики: Улётный микс, часть 1                                                                                                 | Номинация | [ 22 ]        |
| Black Reel Awards                            | 19 февраля 2015 | «Лучшая женская роль второго плана»                                                                     | Зои Салдана | Номинация | [ 23 ]        |
| Black Reel Awards                            | 19 февраля 2015 | «Лучшее озвучивание»                                                                                    | Вин Дизель | Номинация | [ 23 ]        |
| Премия Британской Академии в области кино    | 8 февраля 2015  | «Лучшие визуальные эффекты»                                                                             | Стефан Церетти, Николя Айтади, Джонатан Фоукнер и Пол Корбулд                                                                           | Номинация | [ 24 ]        |
| Премия Британской Академии в области кино    | 8 февраля 2015  | «Лучший грим и причёски»                                                                                | Элизабет Янни-Георгиу и Дэвид Уайт | Номинация | [ 24 ]        |
| Награды Общества киноакустики                | 14 февраля 2015 | «Выдающиеся достижения в области микширования звука для кинофильма — живая игра»                        | Саймон Хэйес, Лора Хиршберг, Кристофер Бойес, Густаво Борнер, Док Кейн и Крис Мэннинг                                                   | Номинация | [ 25 ] [ 26 ] |
| Гильдия художников по костюмам               | 17 февраля 2015 | «Лучший дизайн костюмов в фэнтези-фильме»                                                               | Александра Бирн | Номинация | [ 27 ] [ 28 ] |
| «Выбор критиков»                             | 15 января 2015  | «Лучший экшн-фильм»                                                                                     | «Стражи Галактики» | Победа    | [ 29 ]        |
| «Выбор критиков»                             | 15 января 2015  | «Лучшая мужская роль в боевике»                                                                         | Крис Прэтт | Номинация | [ 29 ]        |
| «Выбор критиков»                             | 15 января 2015  | «Лучшая женская роль в боевике»                                                                         | Зои Салдана | Номинация | [ 29 ]        |
| «Выбор критиков»                             | 15 января 2015  | «Лучший макияж»                                                                                         | Дэвид Уайт | Победа    | [ 29 ]        |
| «Выбор критиков»                             | 15 января 2015  | «Лучшие визуальные эффекты»                                                                             | Стефан Церетти | Номинация | [ 29 ]        |
| Награды Общества кинокритиков Детройта       | 15 декабря 2014 | «Лучший ансамбль»                                                                                       | «Стражи Галактики» | Победа    | [ 30 ]        |
| Награды Общества кинокритиков Детройта       | 15 декабря 2014 | «Прорывные характеристики»                                                                              | Крис Прэтт | Номинация | [ 30 ]        |
| «Империя»                                    | 29 марта 2015   | «Лучшая женская роль»                                                                                   | Карен Гиллан | Победа    | [ 31 ]        |
| «Империя»                                    | 29 марта 2015   | Лучший научно-фантастический/фэнтезийный фильм                                                          | «Стражи Галактики» | Номинация | [ 31 ]        |
| Награды Общества кинокритиков Флориды        | 19 декабря 2014 | «Лучшие визуальные эффекты»                                                                             | «Стражи Галактики» | Номинация | [ 32 ] [ 33 ] |
| Golden Reel Awards                           | 15 февраля 2015 | «Выдающиеся достижения в области монтажа звука — звуковые эффекты и фоулинг для художественного фильма» | Кристофер Бойес, Мэттью Вуд, Дэвид Акорд, Кевин Селлерс, Дэвид Крастка, Кирстен Мейт, Люк Данн Гилмуда, Ди Селби, Денни Торп и Яна Вэнс | Номинация | [ 34 ] [ 35 ] |
| Golden Reel Awards                           | 15 февраля 2015 | «Выдающиеся достижения в области звукового монтажа — художественное подчёркивание»                      | Стив Дёрки, Даррелл Холл и Уилл Каплан                                                                                                  | Номинация | [ 34 ] [ 35 ] |
| «Золотой трейлер»                            | 6 мая 2015      | «Лучшее приключенческое фэнтези»                                                                        | «Outlaws» (MOCEAN) | Номинация | [ 36 ] [ 37 ] |
| «Золотой трейлер»                            | 6 мая 2015      | «Лучшая музыка»                                                                                         | «Outlaws» (MOCEAN) | Победа    | [ 36 ] [ 37 ] |
| «Золотой трейлер»                            | 6 мая 2015      | «Лучший приключенческий фэнтези-ролик»                                                                  | «World» (MOCEAN) | Победа    | [ 36 ] [ 37 ] |
| «Грэмми»                                     | 8 февраля 2015  | «Лучший компилятивный саундтрек для визуальных медиа»                                                   | Стражи Галактики: Улётный микс, часть 1                                                                                                 | Номинация | [ 38 ]        |
| Награды Гильдии музыкальных супервайзеров    | 21 января 2015  | «Лучший музыкальный супервайзинг в фильмах с бюджетом более $ 25 млн»                                   | Дэйв Джордан | Победа    | [ 39 ]        |
| Голливудский кинофестиваль                   | 14 ноября 2014  | Награда «Голливудский блокбастер»                                                                       | «Стражи Галактики» | Победа    | [ 40 ]        |
| Hollywood Music in Media Awards              | 4 ноября 2014   | «Лучшая оригинальная партитура в научно-фантастическом фильме»                                          | Тайлер Бейтс | Номинация | [ 41 ] [ 42 ] |
| Hollywood Music in Media Awards              | 4 ноября 2014   | «Лучшее музыкальное сопровождение в фильме»                                                             | Дэйв Джордан | Номинация | [ 41 ] [ 42 ] |
| Hollywood Music in Media Awards              | 4 ноября 2014   | «Альбом саундтреков»                                                                                    | Стражи Галактики: Улётный микс, часть 1                                                                                                 | Победа    | [ 41 ] [ 42 ] |
| Награды Голливудского почтового альянса      | 6 ноября 2014   | «Выдающийся монтаж в художественном фильме»                                                             | Фред Раскин и Крейг Вуд | Номинация | [ 43 ] [ 44 ] |
| Награды Общества кинокритиков Хьюстона       | 10 января 2015  | «Лучшая кинокартина»                                                                                    | «Стражи Галактики» | Номинация | [ 45 ] [ 46 ] |
| Награды Общества кинокритиков Хьюстона       | 10 января 2015  | «Лучший постер»                                                                                         | «Стражи Галактики» | Номинация | [ 45 ] [ 46 ] |
| «Хьюго»                                      | 22 августа 2015 | «Лучшая постановка»                                                                                     | Джеймс Ганн и Николь Перлман | Победа    | [ 47 ]        |
| ICG Publicists Awards                        | 20 февраля 2015 | «Премия Максвелла Вайнберга для публицистов в области киноискусства»                                    | «Стражи Галактики» | Номинация | [ 48 ] [ 49 ] |
| Премия Гильдии гримёров и парикмахеров       | 14 февраля 2015 | «Лучший современный грим в полнометражном фильме»                                                       | Элизабет Янни-Георгиу | Победа    | [ 50 ] [ 51 ] |
| Премия Гильдии гримёров и парикмахеров       | 14 февраля 2015 | «Лучшие специальные гримерные эффекты в полнометражном фильме»                                          | Дэвид Уайт | Победа    | [ 50 ] [ 51 ] |
| Премия Гильдии гримёров и парикмахеров       | 14 февраля 2015 | «Лучшая современная прическа в полнометражном фильме»                                                   | Элизабет Янни-Георгиу | Номинация | [ 50 ] [ 51 ] |
| MTV Movie Awards                             | 12 апреля 2015  | «Фильм года»                                                                                            | «Стражи Галактики» | Номинация | [ 52 ]        |
| MTV Movie Awards                             | 12 апреля 2015  | «Лучшая актёрская команда»                                                                              | Брэдли Купер и Вин Дизель | Номинация | [ 52 ]        |
| MTV Movie Awards                             | 12 апреля 2015  | «Лучшая мужская роль»                                                                                   | Крис Прэтт | Номинация | [ 52 ]        |
| MTV Movie Awards                             | 12 апреля 2015  | «Лучшее выступление без одежды»                                                                         | Крис Прэтт | Номинация | [ 52 ]        |
| MTV Movie Awards                             | 12 апреля 2015  | «Лучший музыкальный момент»                                                                             | Крис Прэтт | Номинация | [ 52 ]        |
| MTV Movie Awards                             | 12 апреля 2015  | «Лучшая комедийная роль»                                                                                | Крис Прэтт | Номинация | [ 52 ]        |
| MTV Movie Awards                             | 12 апреля 2015  | «Лучший герой»                                                                                          | Крис Прэтт | Номинация | [ 52 ]        |
| MTV Movie Awards                             | 12 апреля 2015  | «Лучшее перевоплощение на экране»                                                                       | Зои Салдана | Номинация | [ 52 ]        |
| Онлайн-премия кинокритиков Нью-Йорка         | 7 декабря 2014  | «Лучшие фильмы года»                                                                                    | «Стражи Галактики» | Победа    | [ 53 ]        |
| Nickelodeon Kids’ Choice Awards              | 28 марта 2015   | «Любимый фильм»                                                                                         | «Стражи Галактики» | Номинация | [ 54 ]        |
| Nickelodeon Kids’ Choice Awards              | 28 марта 2015   | «Любимая мужчина-звезда боевиков»                                                                       | Крис Прэтт | Номинация | [ 54 ]        |
| Nickelodeon Kids’ Choice Awards              | 28 марта 2015   | «Любимая женщина-звезда боевиков»                                                                       | Зои Салдана | Номинация | [ 54 ]        |
| Nickelodeon Kids’ Choice Awards              | 28 марта 2015   | «Любимый злодей»                                                                                        | Ли Пейс | Номинация | [ 54 ]        |
| «Небула»                                     | 5 июня 2015     | «Выдающееся драматическое произведение»                                                                 | Джеймс Ганн и Николь Перлман | Победа    | [ 55 ]        |
| People’s Choice Awards                       | 7 января 2015   | «Любимый фильм»                                                                                         | «Стражи Галактики» | Номинация | [ 56 ]        |
| People’s Choice Awards                       | 7 января 2015   | «Любимый боевик»                                                                                        | «Стражи Галактики» | Номинация | [ 56 ]        |
| People’s Choice Awards                       | 7 января 2015   | «Любимая актриса боевиков»                                                                              | Зои Салдана | Номинация | [ 56 ]        |
| «Спутник»                                    | 15 февраля 2015 | «Лучшие визуальные эффекты»                                                                             | Стефан Церетти | Номинация | [ 57 ]        |
| «Сатурн»                                     | 25 июня 2015    | «Лучший фильм — экранизация комикса»                                                                    | «Стражи Галактики» | Победа    | [ 58 ]        |
| «Сатурн»                                     | 25 июня 2015    | «Лучшая режиссура»                                                                                      | Джеймс Ганн | Победа    | [ 58 ]        |
| «Сатурн»                                     | 25 июня 2015    | «Лучший сценарий»                                                                                       | Джеймс Ганн и Николь Перлман | Номинация | [ 58 ]        |
| «Сатурн»                                     | 25 июня 2015    | «Лучший киноактёр»                                                                                      | Крис Прэтт | Победа    | [ 58 ]        |
| «Сатурн»                                     | 25 июня 2015    | «Лучший монтаж»                                                                                         | Фред Раскин, Крейг Вуд и Хьюз Уинборн                                                                                                   | Номинация | [ 58 ]        |
| «Сатурн»                                     | 25 июня 2015    | «Лучшая работа художника-постановщика»                                                                  | Чарльз Вуд | Номинация | [ 58 ]        |
| «Сатурн»                                     | 25 июня 2015    | «Лучший дизайн костюмов»                                                                                | Александра Бирн | Номинация | [ 58 ]        |
| «Сатурн»                                     | 25 июня 2015    | «Лучший грим»                                                                                           | Дэвид Уайт и Элизабет Янни-Георгиу | Победа    | [ 58 ]        |
| «Сатурн»                                     | 25 июня 2015    | «Лучшие спецэффекты»                                                                                    | Стефан Церетти, Николя Айтади, Джонатан Фоукнер и Пол Корбулд                                                                           | Номинация | [ 58 ]        |
| Награды Ассоциации кинокритиков Сент-Луиса   | 15 декабря 2014 | «Лучший комедийный фильм»                                                                               | «Стражи Галактики» | Победа    | [ 59 ] [ 60 ] |
| Награды Ассоциации кинокритиков Сент-Луиса   | 15 декабря 2014 | «Лучший саундтрек»                                                                                      | «Стражи Галактики» | Победа    | [ 59 ] [ 60 ] |
| Награды Ассоциации кинокритиков Сент-Луиса   | 15 декабря 2014 | «Лучший адаптированный сценарий»                                                                        | «Стражи Галактики» | Номинация | [ 59 ] [ 60 ] |
| Награды Ассоциации кинокритиков Сент-Луиса   | 15 декабря 2014 | «Лучшие визуальные эффекты»                                                                             | «Стражи Галактики» | Номинация | [ 59 ] [ 60 ] |
| Награды Ассоциации кинокритиков Сент-Луиса   | 15 декабря 2014 | «Лучшая сцена»                                                                                          | Побег из тюрьмы «Килн» | Номинация | [ 59 ] [ 60 ] |
| Общество специалистов по визуальным эффектам | 4 февраля 2015  | «Выдающиеся визуальные эффекты в фотореалистичном фильме»                                               | Стефан Церетти, Susan Pickett, Джонатан Фоукнер, Николя Айтади и Пол Корбулд                                                            | Номинация | [ 61 ] [ 62 ] |
| Общество специалистов по визуальным эффектам | 4 февраля 2015  | «Выдающийся анимационный персонаж в фотореалистичном фильме»                                            | Кевин Спрус, Рэйчел Уильямс, Лори Брюггер и Марк Уилсон за оформление Ракеты                                                            | Номинация | [ 61 ] [ 62 ] |
| Премия Гильдии сценаристов США               | 14 февраля 2015 | «Лучший адаптированный сценарий»                                                                        | Джеймс Ганн и Николь Перлман | Номинация | [ 63 ]        |
| «Молодой Голливуд»                           | 28 июля 2014    | «Супер-супергерой»                                                                                      | Крис Прэтт | Номинация | [ 64 ] [ 65 ] |